# Université Marien Ngouabi

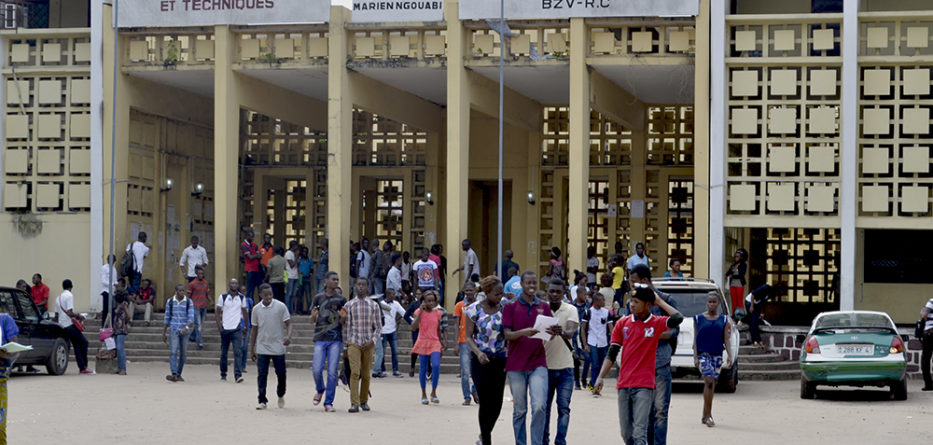

Die Université Marien Ngouabi, auch Université Marien N'Gouabi (UMNG, englisch Marien Ngouabi University, früher Université de Brazzaville) ist die einzige staatliche Universität in der Republik Kongo. Ihr Hauptstandort befindet sich in der kongolesischen Hauptstadt Brazzaville.

## Geschichte
Die Université de Brazzaville wurde im Zuge von Bestrebungen das Land in die Unabhängigkeit zu führen am 4. Dezember 1971 gegründet. Nach der Ermordung von Präsident Marien Ngouabi am 18. März 1977 wurde die Universität zu seinen Ehren am 28. Juli 1977 umbenannt, der selbst Alumni dieser Hochschuleinrichtung war. Die Universität steht in der Nachfolge der 1968 gegründeten Fondation de l'Enseignement Supérieur en Afrique Centrale – FESAC, welche sich ursprünglich aus dem Centre d’Études Administratives et Techniques Supérieurs Brazzaville (1959 gegründet), nachfolgend das Centre d’Études Supérieures de Brazzaville Bangui (1961–1967), entwickelt hatte.
Die Universität hat heute mehrere verteilte Campusse, jeweils mit eigenen Fachbibliotheken in Brazzaville und an weiteren Standorten im Land. Die größte und wichtigste Bibliothek ist die als Grande Bibliothèque Universitaire bezeichnete (englisch: Library of the School of Humanities and of the Advanced Institute of Economic, Juridical, Administrative, and Management Sciences, 1993). Diese Bibliothekseinrichtung hat ihren Ursprung in der ehemaligen Bibliothek der früheren Regierung von Französisch-Äquatorialafrika und der Alliance française.
Ursprünglich hatte die Universität vier Institute und 3000 Studenten; bis 2012 war sie auf 11 Institute und ca. 20.000 Studenten angewachsen.

## Organisationsstruktur
Aktuell (2021) hat die Universität fünf Fakultäten („facultés“), vier Fachbereiche („écoles“) und zwei Institute („instituts“).
Im Jahr 2012 bestand folgende Organisationsstruktur:
- Faculty of Law
- Faculty of Economic Sciences
- Faculty of Letters and Human Sciences
- Faculty of Sciences
- Faculty of Health Sciences
- Superior Institute of Management
- Institute of Rural Development
- Superior Institute of Physical and Sports Education
- National School of Administration and the Magistracy
- National School of Advanced Studies
- National Polytechnic School

## Alumni
- Victor N’Gembo-Mouanda (1969–), Schriftsteller, Übersetzer
- Édith Bongo (1964–2009), Ärztin und ehemalige First Lady of Gabon
- Delphine Djiraibe (1960–), Rechtsanwalt und Menschenrechts-Aktivist